# Семити
Семити е сборно название на народите и културите, разполагали се в Древността на големи територии основно в Леванта, както и на територии в Плодородния полумесец, Близкия изток, Арабския полуостров и Средиземноморието, и които развили едни от най-важните цивилизации в древността.
Терминът „семит“ се използва за първи път в края на XVIII век, за да разграничи народите, споменати в Библията, като наследници на Сим, първородния син на Ной. В Библията, в книгата Битие, където се разказва за Потопа, е даден и списък на народите (генеалогия), и там се споменават семитите. Древните народи със семитски език са жителите на Арам, Асирия, Вавилон, Древна Сирия, Киликия, Кипър, Ханаан (включително евреите), Финикия с пунически Картаген и т.н. Съвременни етнически групи, говорещи семитски езици, са арабите, евреите, амхара, тиграи, тигре и други. 
Подобието между семитските народи се дължи на общ лингвистичен и културен произход и според някои не може да се говори за семитска раса. Семитските народи са твърде хетерогенна група, свързана с принадлежността си към древното семитско езиково семейство.
Някои автори и групи по интереси противопоставят семитите на арийската раса. Арийските народи говорят езици от индоевропейското езиково семейство. Това обвързване на раса с език не е много коректно и по принцип повечето историци и антрополози не го поддържат. Расовата теория в науката се появява в средата на XIX век, когато се открива, че по-голямата част от езиците, които се говорят между Индия и Европа, имат общ произход. От епохата на романтизма произлизат и съвременните разбирания за термините нация, народ и раса, които водят неусетно и към национализма. Но това, че всички тези народи говорят един и същи език или негови деривати, няма нищо общо с принадлежността към определена раса в генетичния смисъл на понятието.
По принцип схващането или по-точно разбирането, че семитите са отделна и непълноценна раса, е продукт на евгениката, която наука се развила след края на Първата световна война.
Научната дисциплина която изучава семитските езици и древните, античните и донякъде средновековните паметници на/от семитите се нарича семитология.